# 海外特派員 (映画)
『海外特派員』（かいがいとくはいん、Foreign Correspondent）は、1940年のアメリカ合衆国のサスペンス映画。アルフレッド・ヒッチコック監督のハリウッドにおける2作目の作品で、出演はジョエル・マクリー、ラレイン・デイ、ハーバート・マーシャルなど。第二次世界大戦前夜の欧州を舞台に、国際的な陰謀に巻き込まれてしまったアメリカの新聞記者を描いている。

## ストーリー
第二次世界大戦前夜の1939年8月中旬、ニューヨーク・モーニング・グローブ紙の編集長パワーズ（ハリー・ダベンポート）は、犯罪記者ジョン・ジョーンズ（ジョエル・マクリー）にペンネーム「ハントリー・ハバーストック」を与え、現地の状況を報告させるためにヨーロッパに派遣する。
ジョーンズの最初の任務は、昼食会でオランダの外交官ヴァン・メア（アルバート・バッサーマン）にインタビューすることだった。
ジョーンズ/ハバーストックは昼食会に向かう際、ヴァン・メアとタクシーに相乗りすることになる。彼は差し迫った戦争について質問をするが、ヴァン・メアは言葉を濁すだけだった。昼食会に出席すると、ジョーンズは会議の手伝いをしているキャロル（ラレイン・デイ）に夢中になってしまう。彼は、記者は誰もスピーチを聞くつもりはないのだと言って、彼女に自分のテーブルに座るように勧める。快活な司会者、万国平和党党首のスティーヴン・フィッシャー（ハーバート・マーシャル）は、基調講演者のヴァン・メアが病気のため欠席となったと発表する。司会者は彼の代わりに娘のキャロルに話をさせる。ジョーンズは、自分が惚れた女性にうっかり失礼なことをしてしまったと気づく。
パワーズは、万国平和党の会議に出席するヴァン・メアを取材させるため、ジョーンズをアムステルダムに行かせる。ジョーンズが会議場の外でヴァン・メアに挨拶しようとした時、ヴァン・メアはある種の催眠状態にあったようで、ジョーンズのことを憶えていない。突然、熱心なカメラマンがヴァン・メアの写真を撮ろうとするが、カメラの下に銃を隠していた。カメラマンはヴァン・メアを殺す。ジョーンズは犯人を追いかけ、キャロルと彼女の友人で記者のスコット・フォリオット（ジョージ・サンダース）に出会う。彼らはフォリオットの車で追跡する。市街地の外に出ると、彼らは犯人の車を見失うが、ジョーンズは犯人が近くの風車の中に隠れているのではないかと疑う。
キャロルとフォリオットが警察を呼びに行く間、ジョーンズは風車の中を捜索し、ヴァン・メアは生きているが大量の薬を盛られているのを発見する。ヴァン・メアは、先ほど公衆の面前で撃たれた男は偽者だったということだけを何とか喋る。ジョーンズは間一髪風車から逃げ出し、ヴァン・メアが生きていることを警察に言う。3人が警察と共に現場に戻ると、ヴァン・メアと誘拐犯はいなくなっていた。その後、アムステルダムのジョーンズがホテルの部屋に戻ると、警察官を装った2人のスパイが彼を誘拐しに来る。彼らの正体を疑った彼は、ホテルの浴室の窓から逃げ出し、その後、再びキャロルに遭遇する。
ジョーンズとキャロルはイギリス行きのイギリス船に乗り込む。猛烈な嵐の中、ジョーンズは彼女に結婚を申し込み、彼女はそれを受け入れる。イギリスでは、彼らはキャロルの父親の家に行き、そこでジョーンズは、風車の中にいて暗殺と誘拐を実行した工作員であるクルーグ（エドゥアルド・シアンネリ）に気づく。フィッシャーとクルーグはジョーンズが色々と知り過ぎていることに気づき、クルーグはジョーンズを殺さなければならないとフィッシャーに言う。フィッシャーはジョーンズに危険が迫っていると告げ、彼のためにボディーガードを雇うことを申し出る。ボディーガードのローリー（エドマンド・グウェン）は、ジョーンズを狙う者を撒くため、そして、ジョーンズに景色を見せるためと言って、ジョーンズをウェストミンスター大聖堂の塔の上に連れて行く。突然、ボディーガードはジョーンズを塔から突き落とそうとするが、勢い余って逆に自分が転落死する。
ジョーンズとフォリオットはフィッシャーが裏切り者であると確信し、ある計画を立てる。ジョーンズはキャロルをケンブリッジに連れて行き、フォリオットはキャロルが誘拐されたことにして、フィッシャーにヴァン・メアの居場所を吐かせるというものである。しかし、ジョーンズが、ロマンチックな休暇のためではなく、父親を追い詰める間、彼女を遠ざけておくために、彼女を騙してケンブリッジに行かせたのだと誤解したキャロルは、予定より早くケンブリッジから父親の元に戻って来てしまう。これにより、フォリオットは急いで立ち去ることになる。フォリオットはフィッシャーをヴァン・メアが監禁されている廃業したホテルまで追うが、そこでフォリオットは銃を突き付けられて捕らえられる。彼は、戦争になった際にドイツに利益をもたらす条約の秘密条項についてヴァン・メアから聞き出すことを目的とした計略をフィッシャーが実行するのを阻止する。フィッシャーはヴァン・メアを拷問するよう命令する。フィッシャーの手下からフォリオットが逃れ、フィッシャーは逃走する。ヴァン・ミアは近くの病院に運ばれ、そこで徐々に意識を取り戻す。
イギリスとフランスがドイツに宣戦布告する。ジョーンズとフォリオットはショートS.30エンパイア飛行艇でフィッシャーと共にアメリカへ向かう。ヴァン・メアが回復してフィッシャーが誘拐犯であると断言したという内容のフォリオット宛ての電報を機内で盗み見たフィッシャーは、自分が間もなく逮捕され、スパイとしてイギリスに戻されることを悟る。彼は自分の反逆行為についてキャロルに告白する。キャロルは既に父親のことを疑っていたのだが、父親の側に立つと約束する。ジョーンズはキャロルに縒りを戻すことをお願いする。その直後、飛行艇はドイツの駆逐艦から砲撃を受け、海に墜落する。生存者たちは墜落した飛行艇の浮翼にしがみついている。その浮翼では全員は助からないと見たフィッシャーは、自分以外の人々が生き残るために海に没し、自分自身を犠牲にして溺死する。
アメリカ船が生存者を救出する。船長は、戦争におけるアメリカの中立性を理由に、船内の通信設備を使って記者らが記事を伝えることを拒否する。それでも、ジョーンズ、フォリオット、キャロルは密かに無線電話でパワーズ氏に記事を伝える。ジョーンズはイギリスに戻り、キャロルと共に従軍記者として成功する。ラジオの生放送中、彼は爆撃を受けたロンドンについて説明し、スタジオが暗くなる間もアメリカ人に向けて「明かりを灯し続ける」よう要請する。

## 登場人物
- ジョン・ジョーンズ/ハントリー・ハヴァーストック: ジョエル・マクリー - ニューヨーク・モーニング・グローブ紙の記者。
- キャロル・フィッシャー: ラレイン・デイ - フィッシャーの娘。父親の平和運動に参加。
- ステファン・フィッシャー: ハーバート・マーシャル - ヨーロッパにおける平和運動の大立者。
- スコット・フォリオット: ジョージ・サンダース - イギリスの新聞記者。
- ヴァン・メア: アルバート・バッサーマン - 戦争防止の立役者でオランダの元老政治家。
- ステビンズ: ロバート・ベンチリー - ヨーロッパに派遣されて25年の特派員。やる気なし。
- ロウリー: エドマンド・グウェン - フィッシャーが雇った私立探偵で殺し屋。
- クルーグ: エドュアルド・シャネリ（英語版） - ヴァン・メア誘拐犯。
- パワーズ社長: ハリー・ダヴェンポート - ニューヨーク・モーニング・グローブ紙の社長。ジョンをヨーロッパに派遣。

## キャスト
| 役名                                            | 俳優                     | 日本語吹替                           | 日本語吹替                     | 日本語吹替 |
| 役名                                            | 俳優                     | フジテレビ旧版                       | フジテレビ新版                 |            |
| ----------------------------------------------- | ------------------------ | ------------------------------------ | ------------------------------ | ---------- |
| ジョン・ジョーンズ ハントリー・ハヴァーストック | ジョエル・マクリー       | 嶋俊介                               | 仲村秀生                       |            |
| キャロル・フィッシャー                          | ラレイン・デイ           |                                      | 高島雅羅                       |            |
| ステファン・フィッシャー                        | ハーバート・マーシャル   |                                      | 仁内達之                       |            |
| スコット・フォリオット                          | ジョージ・サンダース     |                                      | 納谷六朗                       |            |
| ヴァン・メア                                    | アルバート・バッサーマン |                                      | 杉田俊也                       |            |
| ステビンズ                                      | ロバート・ベンチリー     |                                      | 野本礼三                       |            |
| ロウリー                                        | エドマンド・グウェン     |                                      |                                |            |
| クルーグ                                        | エドュアルド・シャネリ   |                                      |                                |            |
| パワーズ社長                                    | ハリー・ダヴェンポート   |                                      | 上田敏也                       |            |
| 不明 その他                                     |                          |                                      | 石井敏郎 牛山茂                |            |
|                                                 |                          |                                      |                                |            |
| 演出                                            | 演出                     |                                      | 田島荘三                       |            |
| 翻訳                                            | 翻訳                     |                                      | 野地玲子                       |            |
| 効果                                            |                          |                                      |                                |            |
| 調整                                            |                          |                                      |                                |            |
| 制作                                            | 制作                     |                                      | コスモプロモーション           |            |
| 解説                                            |                          |                                      |                                |            |
| 初回放送                                        | 初回放送                 | 1963年3月14日、15日 『テレビ名画座』 | 1984年3月30日 『金曜洋画劇場』 |            |

※アルフレッド・ヒッチコック監督は、ジョンがロンドンでヴァン・メアと初めて出会うシーンで新聞を読みながら歩いている。

## 製作
アルフレッド・ヒッチコック監督は主演にゲイリー・クーパーの起用を希望していたが、クーパーはスリラー映画に興味を持たなかった。
オランダの外交官ヴァン・メア役のドイツ人俳優アルバート・バッサーマンは英語を全く話せなかったため、全てのセリフを音で覚えた。
新聞のコラムニストであるユーモリストのロバート・ベンチリーはステビンズを演じるにあたり、自分のセリフを自ら書くことを認められた。

## 作品の評価

### 映画批評家によるレビュー
Rotten Tomatoesによれば、批評家の一致した見解は「アルフレッド・ヒッチコックの『海外特派員』は、国際的な陰謀、コミックリリーフ、そして伝説的な監督の最も記憶に残るアクション・シーンのいくつかを組み合わせて勝利を収めている。」であり、42件の評論のうち高評価は95%にあたる40件で、平均点は10点満点中8点となっている。

### 受賞歴
| 賞                                            | 部門       | 対象者                                                 | 結果       |
| --------------------------------------------- | ---------- | ------------------------------------------------------ | ---------- |
| 第13回アカデミー賞                            | 作品賞     | ウォルター・ウェンジャー                               | ノミネート |
| 第13回アカデミー賞                            | 助演男優賞 | アルベルト・バッサーマン                               | ノミネート |
| 第13回アカデミー賞                            | 脚本賞     | チャールズ・ベネット ジョーン・ハリソン                | ノミネート |
| 第13回アカデミー賞                            | 撮影賞     | ルドルフ・マテ                                         | ノミネート |
| 第13回アカデミー賞                            | 美術賞     | アレクサンダー・ゴリツェン                             | ノミネート |
| 第13回アカデミー賞                            | 視覚効果賞 | 撮影: ポール・イーグラー 音響: トーマス・T・モールトン | ノミネート |
| ナショナル・ボード・オブ・レビュー賞 (1940年) | 作品賞     |                                                        | ノミネート |